# Svitavy
Svitavy (tyska: Zwittau) är en stad vid floden Svitava i regionen Pardubice i Tjeckien. Svitavy, som för första gången nämns i ett dokument från år 1256, hade 17 005 invånare år 2016.
Till Svitavy hör stadsdelarna Lačnov (Mährisch Lotschnau) och Lány (Vierzighuben).

## Vänorter
Svitavy har följande vänorter:
- Plochingen, Tyskland
- Stendal, Tyskland
- Weesp, Nederländerna